# Moreldin Mohamed Hamdi
Moreldin Mohamed Hamdi (arabisch مور الدين محمد حمدي; * 1943) ist ein ehemaliger sudanesischer Hürdenläufer.
Moreldin Mohamed Hamdi trat bei den Olympischen Sommerspielen 1972 in München im Wettbewerb über 110 m Hürden an, schied jedoch im Vorlauf aus.